# Hasib Hussain
Hasib Mir Hussain (ur. 16 września 1986 w Beeston, zm. 7 lipca 2005 w Londynie) – jeden z czterech terrorystów, którzy dokonali udanego zamachu na londyńskie metro detonując bomby w trzech pociągach oraz w jednym z autobusów w centrum Londynu.
Hussain zdetonował bombę w autobusie linii 30, który eksplodował w Tavistock Square, zabijając 13 osób oraz samego siebie. Był najmłodszym zamachowcem, który brał udział w zamachach w Londynie.